# うごくメモ帳
『うごくメモ帳』（うごくメモちょう）(Flipnote Studio)は、任天堂開発・発売のニンテンドーDSiウェアである。
日本では2008年12月24日、北米では2009年8月12日、欧州・豪州では2009年8月14日に配信が開始された。無料でダウンロード可能である。2009年秋以降に出荷されたニンテンドーDSi、および2009年11月21日発売のニンテンドーDSi LLには同様に最初からダウンロード済みで内蔵されている。
ニンテンドー3DSには対応しておらず、ニンテンドーDSi/DSi LL本体からニンテンドー3DS本体への「ソフトとデータの引越し」で「うごくメモ帳 バージョン2.1」を引越しすることもできない。ニンテンドー3DSでは、後継となる『うごくメモ帳 3D』が配信されている。
なお、『うごくメモ帳 3D』の配信に伴い、2008年12月から運用されていたネットワークサービス「うごメモシアター」「うごメモはてな」が2013年6月2日をもって終了した。ただし、サービス終了後であっても「うごくメモ帳」の利用（メモの作成など）は可能である。
ニンテンドーDSiショップのサービス終了に伴いショップ内の販売リストから消去されたため、2017年4月3日以降は新規ダウンロードが出来なくなった。

## 概要
タッチペンで手書きメモを残せるDSiウェア。作成した手書きメモは「メモ」または「作品」と呼ばれ、本体保存メモリまたはSDメモリーカード・SDHCメモリーカードに保存される。また、ソフト内のカレンダーの任意の日付に張り付けることができるため、日記やスケジュール帳としても利用可能。
タイトルの「うごく」の通り、メモを複数ページ書くとパラパラマンガのように再生でき、各種機能を利用して簡単なアニメーションを作成することもできる。ニンテンドーDSi内蔵のカメラを使って写真（白黒、白青、白赤）をメモとして残せるため、写真を使ったパラパラマンガも作成可能。ただし、本体保存メモリやSDカードに保存されている写真は利用できない。
文字の入力も可能だが、下ネタや差別用語など、使用できない言葉（いわゆる「NGワード」）も存在する。入力した文章にNGワードが含まれている場合、「問題のある語句です。」と表示され、保存できない。
使うことのできる色は青、黒、赤、白の四色、紙の色は白と黒の2色からページ毎に指定できるが、1ページ中に2色しか使用できず、メモのページ数は999ページまでの制限がある（ただし、1ファイル当たりの消費メモリが限られているため、上限に達するとページを増やせなくなる）。DSi内蔵のマイクでメモにBGMや効果音を吹き込むことができる。BGMは1つ（約1分まで）、効果音は3つ（1つにつき約2秒まで）吹き込むことが可能だが、BGM中に効果音を重ねて録音することによって実質無限に効果音を録音できる。また、音声を録音した場合、スピードを上げたり下げたりすると音声のスピードが変わるだけでなくトーン（高さ）も変わる。